# Ромашкинское сельское поселение (Крым)
Ромашкинское се́льское поселе́ние (укр. Ромашкінське сільське поселення, крымскотат. Ромашкино кой юрту, Сокъур Къую кой юрту) — муниципальное образование в составе Сакского района Республики Крым России.

## География
Поселение расположено на северо-западе района, в степном Крыму. Граничит на западе с Молочненским, на севере с Воробьёвским, на востоке с Суворовским и на юге с Уютненским сельскими поселениями.
Площадь поселения 62,41 км².
Основные транспортные магистрали: автодорога 35А-004 Евпатория — порт Мирный и 35К-013 Черноморское — Евпатория (по украинской классификации — автодорога С-01233 и Т-01-08).

## Население
| 2001  | 2014  | 2015  | 2016  | 2017  | 2018  | 2019  |
| ----- | ----- | ----- | ----- | ----- | ----- | ----- |
| 2398  | ↗2543 | ↗2549 | ↘2541 | ↘2519 | ↗2545 | ↗2550 |
| 2020  | 2021  |       |       |       |       |       |
| ↗2585 | ↘2455 |       |       |       |       |       |

## Состав сельского поселения
В состав поселения входят 2 населённых пункта:
| № | Населённый пункт | Тип населённого пункта | Население на 2014 год |
| - | ---------------- | ---------------------- | --------------------- |
| 1 | Ромашкино        | село, центр            | ↗1427                 |
| 2 | Колоски          | село                   | ↗1116                 |

## История
Икорский сельский совет был образован, видимо, в 1930-е годы, поскольку на 1940 год он уже существовал в составе Евпаторийского района. Указом Президиума Верховного Совета РСФСР от 21 августа 1945 года Икорский сельсовет был переименован в Ромашкинский. С 25 июня 1946 года сельсовет в составе Крымской области РСФСР, а 26 апреля 1954 года Крымская область была передана из состава РСФСР в состав УССР. На 15 июня 1960 года в составе совета числились сёла:

| - Заозёрное - Колоски - Лимановка | - Песчанка - Ромашкино | - Чесноково - Уютное |

К 1968 году совет обрёл нынешний состав. С 12 февраля 1991 года сельсовет в восстановленной Крымской АССР, 26 февраля 1992 года переименованной в Автономную Республику Крым. С 21 марта 2014 года в составе Крыма аннексировано Россией. Законом «Об установлении границ муниципальных образований и статусе муниципальных образований в Республике Крым» от 4 июня 2014 года территория административной единицы была объявлена муниципальным образованием со статусом сельского поселения.